# Spoorlijn Flensburg - Padborg
De spoorlijn Flensburg - Padborg is een Duitse spoorlijn in Sleeswijk-Holstein en is als spoorlijn 1000 onder beheer van DB Netze. De lijn loopt ook gedeeltelijk door Denemarken. 

## Geschiedenis
Het traject werd door de Nordschleswigsche Eisenbahngesellschaft geopend op 15 juni 1864.  

## Treindiensten
De Deutsche Bahn verzorgt het personenvervoer op dit traject met ICE- en IC-treinen. De Danske Statsbaner verzorgt het personenvervoer met IC-treinen.
| Serie    | Treinsoort                 | Route | Bijzonderheden |
| -------- | -------------------------- | --- | -------------- |
| IC/EC 76 | Intercity (DB Fernverkehr) | Hamburg Dammtor – Neumünster – Rendsburg – Schleswig – Flensburg – Padborg – Kolding – Fredericia – Vejle – Horsens – Skanderborg – Århus H                                                                        |                |
| IC 5     | Intercity (DSB)            | [ Københavns Lufthavn ] / [ Østerport – Nørreport ] – København H – Høje Taastrup – Odense – Fredericia – Kolding – Lunderskov – Vamdrup – Vojens – Rødekro – Tinglev – Kliplev – Gråsten – Sønderborg – Flensburg |                |

## Aansluitingen
In de volgende plaatsen is of was er een aansluiting op de volgende spoorlijnen:
Flensburg-Weiche
DB 1001, spoorlijn tussen Flensburg-Weiche en Lindholm
DB 1040, spoorlijn tussen Neumünster - Flensburg
DB 1208, spoorlijn tussen Husum en Flensburg
aansluiting Friedensweg
DB 1005, spoorlijn tussen Flensburg en de aansluiting Friedensweg
Padborg grens
lijn tussen Fredericia en Padborg

## Elektrificatie
Het traject werd geëlektrificeerd met een wisselspanning van 15.000 volt 16⅔ Hz.